# Politika in uprava Združenih držav Amerike
Politični in upravni sistem Združenih držav Amerike temelji na osnovnih načelih predstavniške demokracije. Po takšnem sistemu državljani Združenih držav volijo svoje politične predstavnike, ki s tem pridobijo pooblastilo za upravljanje države. To je način, po katerem naj bi oblast skrbela za uveljavljanje skupnih interesov državljanov, ki so ga predvsem na osnovi ustave vzpostavili ustanovitelji ZDA ob koncu 18. stoletja.
Upravna metropola države je Washington, D.C., kjer je najti vse sedeže treh vej oblasti – Kongres in Belo hišo ter poslopje Vrhovnega sodišča ZDA. Notranja ureditev Združenih držav pa temelji na delitvi na zvezne države z razmeroma visoko stopnjo avtonomije, kar procese odločanja razpršuje prek celotnega ozemlja ZDA po glavnih mestih zveznih držav.
Pomemben segment je zunanja politika. Združene države so namreč iz hladne vojne izšle kot edina preostala svetovna velesila, ki v večji meri kot katera koli druga država uveljavlja svoj politični, pa tudi gospodarski in kulturni vpliv po svetu. Eden instrumentov izvajanja te politike so tudi oborožene sile ZDA, najdražja in številčno druga največja tovrstna organizacija sveta.
ZDA imajo parlamentarno predsedniško obliko državne ureditve.

## Politični sistem
Ameriško idejo demokracije sestavlja šest osnovnih načel, ta so predpostavka političnega sistema:
- ljudje morajo sprejeti načelo vladanja večine
- politične pravice manjšin morajo biti zavarovane
- vzpostavljena je veljava zakona
- zagotovljena je pravica mnenja in izražanja idej
- vsi državljani so pred zakonom enaki
- državna uprava je postavljena z namenom služenja ljudstvu, saj jo slednje postavlja na oblast

Vodstvo Združenih držav naj bi se tako držalo filozofskih načel, da je država vladavina ljudstva, ki je za razliko od primerov monarhičnih oblasti (slednje so svojo avtoriteto utemeljevale z božjim poslanstvom) vir avtoritete teh. Tako je predstavniška oblast moč na podlagi predstavljanja ljudi, ki vsak zase volijo svoje predstavnike. Uravnoteženje oblasti z delitvijo na posamezne veje naj bi preprečevalo zlorabo oblasti, saj ima vsaka izmed njih pristojnost in moč nadzorovanja druge: predsednik republike je zmožen na zakone kongresa vložiti veto, ob utemeljitvi na podlagi ustave pa jih lahko razveljavi tudi sodišče; na drugi strani lahko kongres ob veliki večini spremeni ustavo. Federalizem oziroma razslojevanje oblastniške moči na zveznem in državnih nivojih pa je mišljen kot orodje za boljše prilagajanje političnega upravljanja lokalnim okoljem.

### Temeljni dokumenti in filozofija zakonov
Oblastniška telesa Združenih držav se opirajo na Ustavo ZDA, ki je temeljni zakonski dokument. Ta ustava naj bi bila po nekaterih pojmovanjih najstarejša listina z neprekinjeno uporabo, ki definira oblast. Sprejeta je bila neposredno po ameriški revoluciji na ustavni konvenciji leta 1787 ter postala veljavna leto kasneje, zatem ko jo je ratificiralo prvih devet nekdanjih britanskih kolonij. Ima sedem osnovnih točk ter 27 amandmajev oziroma dopolnil. Listina je bila spisana z namenom jasnega določanja pravic in dolžnosti vzpostavljajoče se oblasti ter preprečevanja zlorab politične moči. Pred ustavo je bila uprava države odgovorna določbam konfederacije, te so zvezni oblasti podeljevale neprimerno manj oblasti.
Prvi trije členi ustave določajo delitev oblasti na tri veje. Najdaljši je prvi člen, ki vzpostavlja zakonodajno vejo državnega vodstva oziroma dvodomni kongres Združenih držav. Drugi člen legitimira izvršilno oblast, ki jo predstavlja institucija predsednika ZDA. Tretji člen pa govori o sodni moči in njenem razdeljevanju med telesa in različne stopnje sodišč. Nadaljnji štirje členi opredeljujejo delitev oblasti med zvezne in državne predstavnike ter zagotavljajo predstavniško demokracijo, na koncu pa urejajo postopek začetnega sprejemanja ustave. Leta 1790 so kongres in zvezne države zaradi svobodomiselne družbene klime in nezaupanja do oblasti, izpod katere (matično Združeno kraljestvo) so se ravnokar osvobodili, v okviru ustave in njenih prvih desetih amandmajev sprejeli listino Bill of Rights, ki je zagotavljala osebno svobodo in omejevala moč vlade. S temi ustavnimi dopolnili se državljani lahko zanašajo na svobodo izražanja, verovanja, tiska ter zbiranja, preprečena pa je možnost določitve uradne vere države ipd. V preostalih nekaj več kot 200 letih je bilo ustavi dodanih 17 amandmajev, ki so, za primer, zagotovili volilne pravice nekaterim neenakopravnim družbenim skupinam ter omejili predsednikovo vladanje na dva mandata.
Prebivalci ZDA so pretežno močno ponosni na svojo teorijo enakosti vseh državljanov pred zakonom in tako trdijo, da so »zakoni napravili državo in ne obratno«. Sicer pa še drugi filozofski pogledi in zakonska določila vplivajo na pravne zadeve države. Poleg ustavnega zakona ameriški narod deklarativno prisega tudi na etično teorijo naravnih pravic, ki naj bi bile neodtujljive vsakemu človeškemu bitju. Nekateri segmenti listine Bill of Rights se opirajo prav na to filozofijo. Za ljudstvo sta danes zelo pomembna sistem civilnih in sistem kazenskih zakonov. V praktičnem dogajanju pa je zlasti v sodnem sistemu ZDA kot tudi drugih držav pomembna sodna praksa, ki pomeni opiranje na sodbo precedenčnega primera neke vrste v nadaljnjih sodbah.

### Zakonodajna oblast
Zakonodajno oblast države uteleša kongres. Ta je po ustavi razdeljen na dva doma, in sicer predstavniški dom ter senat. Kongres je bil sprva mišljen kot dominantno področje oblasti, ki pa bi bilo ravno tako pod nadzorom drugih veja.
Predstavniški dom kongresa ima 435 članov, pripadnost iz posamezne zvezne države je odvisna od števila njenih prebivalcev. Predstavniki v kongresu služijo 2-letni mandat. Vsak izmed predstavnikov v današnjem času zastopa okoli dvajsetkrat toliko ljudi kot v 18. stoletju ali v številkah približno 621 tisoč. Člani predstavniškega doma so notranje razdeljeni na odbore (izvorno committe), ki so pristojni za posamezna področja ter pred končno razpravo v celotnem domu razpravljajo o predlaganem zakonu s svojega področja. Najpomembnejši član predstavniškega doma je predsednik predstavniškega doma, ki vedno pripada stranki z največjo zasedbo v njem.
Senat je sestavljen iz sto članov, iz vsake zvezne države po dveh (neproporcionalno članstvo glede na število prebivalcev v posamezni državi). Senatorji imajo mandat, dolg 6 let. Postopki in notranja telesa so podobna kot v predstavniškem domu. Ta dom naj bi bil bolj stabilen in neodvisen od ljudstva, bolj naj bi bil vdan interesom države in zagotavljal vpliv manjših in šibkejših držav. Senatorji imajo za razliko od članov predstavniškega doma možnost razpravljanja o vprašanju neomejen čas. Predsednik senata je podpredsednik ZDA, a ima zelo omejeno vlogo in je redko na sejah, zaradi česar je izvoljen še predsednik pro tempore, ki je praviloma senior vladajoče stranke.
Najpomembnejša naloga kongresa je izpeljava zakonodajnih postopkov. To je zapleten proces in pravzaprav do podpisa prispe le majhen delež predlaganih zakonov. Postopek se prične s predstavitvijo v enem ali drugem domu kongresa, zatem pa je usmerjen na odbor za vprašanja s tega področja, ki preuči potrebo po tovrstnem zakonu in vprašanje, ali bi konkreten predlog primerno rešil dani problem. V primeru pozitivne odločitve odbora gre predlog zakona v razpravo celotnemu domu in ob sprejetju v drugi dom, kjer se ponovno odvijejo osnovni postopki. Če zakon sprejme tudi drugi dom, je na predsedniku ZDA odločitev o podpisu ali vložitvi veta. Izvedba slednjega vrne zakon v kongres ter vnovičen postopek, ki omogoča sprejetje zakona preko predsednika države v primeru pozitivnega glasovanja dvotretjinske večine.
Zraven svojega osrednjega poslanstva je kongres pristojen tudi za napovedovanje vojn, ubadanje z narodno obrambo, financiranje nekaterih zveznih programov, uvajanje davkov in obtoževanje državnih uradnikov, med njimi predsednika države. To zakonodajno telo ravno tako izvaja kongresne preiskave, ki preučujejo delo izvršilne veje oblasti (odmevna primera iz zgodovine sta afera Watergate in Iran-Contra).
Zraven uslužbencev kongresa so v zakonodajno oblast vpeti tudi nekateri drugi organi, pretežno nastali z rastočo kompleksnostjo zakonodajne veje oblasti. Pomemben vpliv na kongres predstavljajo še lobisti, ki so s strani korporacij ali nevladnih organizacij poslani predstavniki za vplivanje na člane kongresa v svoj prid. Ti lobisti so sicer regulirani z zakonom, a je njihova splošna podoba v javnosti negativna, poznani so namreč kot povzročevalci korupcije in z več vidikov nepoštenih izidov glasovanj oziroma volitev: leta 1998 je skoraj 14.500 lobistov v Washingtonu, D.C. za svojo dejavnost zapravilo 1,17 milijarde ameriških dolarjev.

### Izvršilna oblast: predsednik ZDA
Izvršilna komponenta oblasti v Združenih državah je na predsedniku države oziroma njegovem kabinetu. Predsednik in podpredsednik ZDA sta tudi edina uradnika, ki ju lahko neposredno volijo vsi državljani. Zakone sicer sprejema zakonodajna oblast, predsednik pa jih je dolžan izpolnjevati, a jih ta tudi večinoma predlaga in lahko na njih izreka veto. Predsednik kot glava države in njegova politika sta bistvena pri mednarodnih odnosih in je tako de jure najbolj pomembna oseba v politično, gospodarsko in vojaško najmočnejši državi sveta, kot taka pa ena najbolj vplivnih oseb v svetovni politiki. Na moč predsednika je mogoče sklepati tudi po dejstvu, da imenuje svoj kabinet in ambasadorje ter osebje Bele hiše, skupno več od 3 tisoč uradnikov.
Osnovne zadolžitve te predsedniške funkcije so predlaganje zakonov in nekaterih drugih zadev, o katerih nato odloča zakonodajna oblast, tako tudi zveznega proračuna; vodenje zunanje politike in poveljevanje oboroženim silam, pogajanje in podpisovanje mednarodnih pogodb ter zavezništev; nenazadnje je predsednik ZDA simbol države.
Funkcija predsednika je od ustanovitve zveze stalno rasla in se razvijala v več teles, česar današnja posledica je mnogo organov v okviru izvršilne politične moči države: 15 ministrstev (izvirno Federal Executive Department), katerih vodje – uradno imenovani tajniki – sestavljajo predsednikov kabinet in so zaradi tega položaja pomembno vpleteni v politiko na najvišji ravni. Zraven njih je še več kot 140 agencij, ki v veliki meri sodijo pod ministrstva in so odgovorne za konkretne naloge, npr. vzpostavljanje in izvajanje standardov. Neodvisne agencije, kakršna je obveščevalna organizacija CIA, so ravno tako del vlade.
Očetje naroda so bili sprva prepričani, da ljudstvo na tedanji stopnji politične kulture še ni bilo sposobno izbiranja primernega kandidata. Ustanovna politika se je takisto vpraševala, ali je podeljevanje tako velike moči enemu samemu človeku smotrno, zaradi česar je prišlo do usmeritve osrednje moči v kongres. V današnji dobi močne oblasti predsednika tako kot nekdaj potekajo sicer ljudske volitve predsednika posredno, prek volilnega kolegija. Ta je bil v zgodnji dobi države mišljen kot avtonomno telo pri izbiranju državnega predsednika, danes pa le povzema glasovanje državljanov. Sestavljajo ga predstavniki posameznih držav v številu, ki je seštevek predstavnikov države v obeh domovih kongresa. Po večinskem volilnem sistemu dobi najbolj zaželen predsedniški kandidat določene zvezne države glasove vseh elektorjev te države, kar je sicer že vodilo do zmage kandidata, ki je prejel manj državljanskih glasov od svojega tekmeca, a več glasov elektorjev (zadnji primer je zmaga predsednika Donalda Trumpa proti kandidatki Hillary Clinton na predsedniških volitvah leta 2016). Ker se je funkcija predsednika izmed vseh uradniških funkcij v državi v 200 letih obstoja najbolj spreminjala in pridobivala na politični moči, je 22. amandma k ustavi leta 1951 omejil število predsedniških mandatov ene osebe na dva.
Izvršilni del oblasti poganja ogromen birokratski aparat, ki zaseda 98 % uslužbencev javne uprave, v številkah iz leta 1998 to pomeni 4,2 milijona uslužbencev in med njimi 1,4 milijona uniformiranega osebja oboroženih sil. To veliko silo naj bi nadzoroval kongres, ki je edini pristojen za sprejemanje zveznih zakonov, predsednik pa jih mora izvajati; zraven tega ima zakonodajna oblast možnost odmerjanja sredstev za predsednikove podvige in s tem razmeroma močnega reguliranja teh.

### Sodna oblast
Najvišji organ s področja sodne oblasti v državi je vrhovno sodišče ZDA. Vodi ga 9 vrhovnih sodnikov, ki jih na mesto postavi predsednik in potrdi senat. Osnovna naloga vrhovnega sodišča je preverjanje skladnosti zakonov z ustavo. Ta pravica je bila v politiki sprva vprašljiva, a jo je utemeljil in utrdil vrhovni sodnik John Marshall. Možnost razsojanja o ustavnosti zakonov sicer deluje bolj kot preventivna grožnja njih snovalcem, od ustanovitve države do leta 1998 je bilo tako preklicanih le 127 zakonov. Vrhovno sodišče pa nastopa tudi kot najvišje stopenjsko sodišče v primeru drugih pravd, a na njegov nivo prispe le malo teh.
Sicer deklarativna uravnovešenost sodnega sistema in njegovega odločanja je vsekakor odvisna tudi od različnih stranskih dejavnikov, kot je npr. trenutna družbena miselnost. Ta dejavnik je sicer omiljen z dejstvom, da vrhovnih sodnikov ne voli ljudstvo in da je tem podeljen doživljenjski mandat, a so različne sodbe v različnih časovnih obdobjih pokazale nasprotno: program za odpravo gospodarske depresije New Deal je bil v krogih sodne oblasti sprva sprejet slabo, po njegovi potrditvi s strani državljanov, ki so na predsedniških volitvah ponovno izvolili avtorja programa F. Roosevelta, pa je prišlo do pozitivnega mnenja tudi z vrhovnega sodišča.
Sodni sistem ZDA je na zvezni ravni razdeljen na tri stopnje. Na dnu piramide je najti 94 okrajnih sodišč v vseh 50 državah in odvisnih teritorijih, ki so pristojna za sojenje v primeru kršitve zveznih zakonov ali pravd med pripadniki različnih zveznih držav. Naslednjo višjo stopnjo predstavlja 13 okrožnih prizivnih sodišč, ki so namenjena le pregledovanju pravilnosti izpeljave postopka v smislu upoštevanja zakonov, ne pa tudi za obravnavanje samega primera. Vrh sodnega sistema predstavlja vrhovno sodišče ZDA, ki je teoretično zadolženo za pritožbe na odločbe okrožnih prizivnih sodišč, a se na seznamu njegovih obravnav znajdejo le zadeve ustavnega pomena. Poleg naštetih vrst sodišč sodno vejo oblasti tvorijo tudi nekateri drugi sodni uradi, tako za primer računsko in davčno ter patentno sodišče.
Zvezna sodišča opravijo le približno odstotek vseh sodnih primerov v državi, ostalo je v domeni lokalnega sodstva. Ker se v Združenih državah pred sodnikom znajdejo še tako majhni spori, je sodnih postopkov 25 milijonov letno, vsako leto pa je v sodni primer vključenih okoli 10 % prebivalstva. Lokalni sodni organi so vdani sojenju po lokalnih zakonih, kar je že vodilo do sporov z zvezno sodno oblastjo; znan je primer trenj med zvezno in posameznimi lokalnimi oblastmi v zvezi z emancipacijo afroameričanov v 60. letih preteklega stoletja. Tudi lokalna sodišča so razslojena na tri nivoje, izmed katerih je najnižji nivo preiskovalnih sodišč (izvirno trial court), navzgor pa sledijo apelacijska (prizivna) sodišča (izvirno appellate court) ter državno vrhovno sodišče (izvirno state supreme court). Lokalni sodniki do svojega položaja pridejo po različnih poteh glede na državo, mnogokrat po volitvah ali guvernerjevi postavitvi.
Sodišča Združenih držav so vedno bolj obremenjena s prevelikim številom primerov, saj se povečuje tako število prebivalcev kot število pravd na prebivalca. Vedno aktualna je tudi potreba po prilagajanju sodnega sistema spreminjajoči se družbi, zgleden primer sodobnosti so pravna vprašanja glede svetovnega spleta. Kritika sodnega sistema ZDA često vsebuje tudi pomisleke glede neenakosti vpletenih strank, ki so različno finančno sposobne pri zagotavljanju svoje pravne obrambe.

### Pomen zveznih držav
Federalna tradicija in narava Združenih držav Amerike omogočata veliko stopnjo avtonomije upravljanja pod zvezno ravnijo: 50 državnih, 3.043 okrožnih, 19.372 občinskih in 16.629 mestnih upravnih enot tvori svoje pomembne zakone in poseduje pristojnost za mnogo področij. Ta so mišljena kot notranjepolitične zadeve, kakršne so javne storitve gradnje in urejanja cest, zagotavljanja druge infrastrukture, šolstva, policije in gasilcev.
Vrh uprav pod zveznim nivojem predstavlja oblast zvezne države, ki upravlja z lokalnimi oblastmi. Te so za življenje ljudi postale pomembne ob svoji ustanovitvi v zgodnjem 19. stoletju, ko so državne vlade pogosto težko vplivale na geografsko težko dostopno prebivalstvo manj dostopnih predelov dežele. Lokalni upravni aparati so zaradi boljšega prilagajanja specifičnim razmeram v nekaterih primerih upravičeni do pisanja svojih zakonov, ki se seveda ne smejo križati z zakoni zvezne države.
Tak sistem zvezne na eni strani ter državnih vlad na drugi je vzpostavila ustava. Ta prepoveduje dejanja, ki bi ne bila v prid zvezi, ter prakticiranje zunanje politike, a zveznim državam zagotavlja mnogovrstno avtonomijo. V primeru spora jurisdikcij zvezne in državnih vlad ima zadnjo besedo vrhovno sodišče, katerega sodna praksa 20. stoletja je usmerjena bolj v prid kongresu kot kateri izmed državnih vlad. Razmerje med politično silo zvezne oblasti ter posameznih držav je bilo sprva nagnjeno v smer državnih vlad, a se je od ustanovitve redno spreminjalo ter napravilo velike korake proti močni zvezni vladi po državljanski vojni, s programom New Deal in v hladni vojni. V današnjem obdobju so mnoge državne in lokalne vlade kritično odvisne od finančnega dohodka iz zveznega proračuna, saj za primer nekatera med največjimi mesti ZDA pridobivajo tretjino svojega proračuna iz zveznih zalog.

### Volitve in politične stranke
Demokracija Združenih držav je sprva veljala le za bele moške s premoženjem; šele kasneje je prišlo do razširitve volilne pravice na vse bele moške in s časom še na črnce, indijance ter ženske. Danes so tako volilne kampanje kot volitve v ZDA pomemben družbenopolitični dogodek, s katerim naj bi Američani demonstrirali svojo demokracijo. Za to priložnost se v kampanje vključi mnogo prostovoljcev, ki promovirajo svojega kandidata ter v ta namen plačujejo prostovoljne prispevke. Pojav medijev pa je izrazito spremenil način vodenja volilne tekme: kandidati so po eni plati postali manj odvisni od svojih strank, saj se preko medijskih kanalov lahko promovirajo neposredno pri potencialnem volilnem telesu; druga plat pa je večja odvisnost od finančnih sredstev - za primer Abraham Lincoln je leta 1860 v svoje tekmovanje vložil okoli 100 tisoč USD, medtem ko je George H. W. Bush leta 1988 za isti namen potrošil okvirno 70 milijonov dolarjev. Sodobna volilna kampanja je posledično bolj usmerjena v zbiranje finančnih sredstev kot v prepričevanje volivcev o primernosti svojega programa.
Volitve potekajo na redne presledke: predsedniške volitve se odvijejo vsaka štiri leta, na dve leti potekajo kongresnim volitvam, medtem ko čas lokalnih volitev često sovpada z nacionalnimi predsedniškimi. Ti in oni lokalni referendumi so organizirani po potrebi.
Meje volilnih okrajev zarišejo državne zakonodaje, s čimer je moč manipulirati in vplivati na izid volitev. Na to se nanaša angleški izraz gerrymandering, izhajajoč iz 19. stoletja in imena massachusettskega guvernerja Elbridgea Gerryja, ki je v en volilni okraj (imel je obliko salamandra) zajel vse svoje nasprotnike in si s tem v njem praktično zagotovil velik poraz, a zmago v vseh preostalih okrajih. Strateško načrtovanje okrajev se dogaja še danes v povezavi z bodisi preprečevanjem bodisi zagotavljanjem enakomerne razporejenosti predstavnikov družbenih skupin v vzvodih oblasti – tako npr. v primerne okraje zajamejo črnsko prebivalstvo in povišajo verjetnost izvolitve njihovega predstavnika.
Politične stranke v državi so bistveni del volitev in političnega sistema, te namreč rekrutirajo svoje kandidate in pišejo politične programe. V Združenih državah se je zavoljo večinskega volilnega sistema, v katerem elektorski kolegij nakloni vse glasove najbolj priljubljenemu kandidatu svoje zvezne države, izrazito uveljavil dvostrankarski sistem. Pred tem, ob ustanovitvi republike, so bili snovalci države nenaklonjeni političnim strankam. Te so kasneje že z zgodnjim 19. stoletjem pridobile na svoji veljavi, že od sredine 19. stoletja pa se na oblasti izmenjujeta takrat ustanovljena republikanska in starejša demokratska stranka.
Demokrati so tvorci najstarejše politične stranke v državi, ki je izšla iz Jeffersonove koalicije konca 18. stoletja, nasprotujoče načinu vladanja Georgea Washingtona. Sprva je bilo njeno ime Demokratsko-republikanska stranka, a je kasneje razpadla na dva dela, ohranil pa se je le eden, in sicer demokratska stranka ZDA. V današnji politični kulturi je ta splošno označena za levosredinsko in kot tako vdano socialno liberalnim in drugače naprednim idealom.
Njen rival je republikanska stranka oziroma Grand Old Party, aktivna od sredine 19. stoletja. V tistem času je bila napravljena iz politikov, ki so nasprotovali suženjstvu in kasneje tudi vodili državljansko vojno (Abraham Lincoln). Njen idejni sistem se je s časom preobrazil in vzpostavil desnosredinske oziroma družbeno konservativne in ekonomsko liberalne smernice.
V Združenih državah je registriranih in aktivnih še več drugih strank, a imajo te le šibak vpliv pri krojenju političnega dogajanja. Vse stranke vključno z vodilnima pa danes nimajo moči, enake pretekli; večji pomen je na njihovih kandidatih za politične organe, zlasti za predsedniški položaj. Eno izmed aktualnih vprašanj, ki si ga danes zastavljajo analitiki ameriške politike, je zapravljanje obsežnih finančnih sredstev za volilne kampanje. Velik del teh namreč pride od različnih korporacij, ki jim je zlasti ekonomsko liberalno desno politično krilo v interesu, zaradi velikega pomena teh finančnih sredstev pri volilnih rezultatih pa se zastavlja vprašanje, ali država s svojo močjo izhaja iz ljudi ali morebiti iz močnih korporacij z bogatim kapitalom. Vrhovno sodišče je večje omejevanje tovrstnih finančnih virov sicer zavrnilo, češ da gre pri vprašanju za ustavno pravico do govora.

## Upravna delitev države
Upravnemu sistemu države in njegovim sicer razmeroma avtonomnim enotam oziroma podenotam načeluje zvezna oblast. Pod to svojo notranjo suverenost prakticira 50 zveznih držav (izvirno state, 4 izmed njih pa se imenujejo commonwealth, kar na praktične zadeve nima vpliva), te pa so dalje deljene na okrožja (v 48 državah izvirno county, medtem ko upravni sistem Aljaske uporablja ime samoupravno mesto oziroma izvirno borough ter sistem Louisiane ime župnija oziroma izvirno parish). Število okrožij v Združenih državah je 3.077 ali v povprečju 62 na državo, a med slednjimi število okrožij znatno variira: Delaware je organiziran v le 3 okrožja in Teksas v kar 254. Odvisno od zakonov posamezne države so okrožja razparcelirana na mestne občine (izvirno township) ter upravna območja posameznih mest oziroma vasi.
Poseben status ima zvezno ozemlje District of Columbia, ki vključuje Washington, D.C. kot prestolnico Združenih držav. Zvezno okrožje ne premore svojih zastopnikov v kongresu, a ima svoj elektorski kolegij za udeležbo na volitvah predsednika države.
Delno avtonomen status imajo indijanski rezervati, ki se sicer nahajajo znotraj zveznih držav. Njegovi prebivalci so v večini zadev podrejeni državnim zakonom, a po uredbah nekateri od njih ne veljajo ali pa za rezervate obstajajo dodatni. To se odraža v primerih, kot je izrazit pojav igralništva ali pa neobstoječe vlaganje nekaterih podjetij na območje zaradi neprepričanosti o pravnih zadevah.
Ozemlje Združenih držav gradijo tudi prekomorske odvisne politične entitete, razdeljene na priključena (izvirno incorporated territory, ki je lastnina ZDA) in nepriključena ozemlja (izvirno unincorporated territory), slednja v različnih primerih imenovana possession, overseas territory ali commonwealth. Ta odvisna ozemlja so lahko bodisi organizirana (lastna vlada po temeljnem zakonu ZDA) bodisi neorganizirana (ozemlja brez lastne vlade). Od 1959. leta dalje je priključen teritorij le Palmyra Atoll v Tihem oceanu, a Združene države nadzorujejo več organiziranih in neorganiziranih nepriključenih ozemelj.
Še ena komponenta državnega ozemlja so ozemlja pod jurisdikcijo zvezne vlade v tujini, in sicer v obliki vojaških namestitev, ameriških veleposlaništev ter konzulatov. Vse našteto se združuje v približno 85 tisoč upravnih celot Združenih držav.

## Zločin in varnostne organizacije
Pereč družbenopolitični problem Združenih držav je visoka stopnja storjenih zločinov. Predstavljeno v številkah to letno znaša 49.693 nasilnih smrti (podatek za leto 2003), kar ZDA postavlja daleč pred vse druge razvite države. Nekateri obsežnost težave pripisujejo tradicionalni pravici državljanov ZDA do nošnje orožja, ki jo zagotavlja drugi amandma ustave, dodan v okviru listine Bill of Rights. Sicer se varnostne organizacije ukvarjajo z visoko stopnjo tihotapljenja in uporabe drog, družinskega nasilja in v zadnjem času s terorizmom.
Organizacije za zagotavljanje reda so razdeljene na zvezne, državne in lokalne, v Združenih državah pa ni nacionalne policije. Ustavna listina namreč prepušča organizacijo organov reda državnim zakonom, zato je policija organizirana v okviru mest in okrožij.
Zgodovina profesionalne in z zakonom urejene mestne policije v ZDA se pričenja v 20. letih preteklega stoletja, pred tem pa so red vzdrževali šerifi in nekakšni nočni pazniki ter ohlapno določeni sodilci. Potreba po večji organizaciji se je pokazala z večajočo se urbanizacijo in konflikti, zato je zagotavljanje reda prevzela policija, ki se je kasneje pričela ukvarjati tudi s preiskovanjem kaznivih dejanj idr. Državna policija opravlja svoje dejavnosti v vsaki od 50 držav in skrbi za nadzorovanje državnih cest, igralniških poslov, tihotapljenja drog itd. Slednja je tudi bolj usposobljena od lokalne policije in pristojna za pregon kazivnih dejavnosti prek okrožij.
Z zvezne ravni je najbolj znan Federal Bureau of Investigation, ki je največja tovrstna agencija. Ustanovljena je bila leta 1908 pod ministrstvom za pravosodje, njena osnovna zadolžitev pa je preiskovanje in ukrepanje proti kaznivim dejanjem po zveznih zakonih, npr. ugrabitvam in vohunstvu ter terorizmu. Mnogorat kritizirani zakon USA PATRIOT je med drugim leta 2002 ustanovil ministrstvo za domovinsko varnost, ki nadzoruje več zveznih varnostnih agencij, med njimi tajno službo in Urad za obmejno varnost. Nekatere druge zvezne organizacije se ubadajo z zadevami, kot sta tihotapljenje in red v sodnih dvoranah.
Vedno večji pomen nosijo tudi zasebne varnostne organizacije, ki nadzorujejo posle z občutljivimi zadevami, kakršni so bančni.

## Mednarodni odnosi
Zunanjo politiko zgodnje ameriške države je zaznamoval izolacionizem, manifestiran v Monroejevi doktrini avtonomije Amerik. Tudi oče naroda George Washington se je zavzemal za sklepanje najmanjšega možnega števila zavezništev, kar pa seveda ni izključevalo nasilnega ali diplomatskega pridobivanja novih ozemelj ter trgovanja s trgi onkraj meja države. Tudi na pričetek obeh svetovnih vojn se Združene države v duhu izolacionizma niso odzivale. Šele čas po drugi svetovni vojni, namreč hladna vojna, je ZDA resnično postavil na mesto svetovne velesile in pripeljal tudi neizmeren politični, gospodarski in kulturni vpliv te države na svet. Seveda pa se je zunanja politika ZDA izražala že v njihovi stalni vpletenosti v vojaške posege po svetu ter zbiranju kolonij od konca 19. stoletja dalje.
Današnji mednarodni odnosi in politika države so zlasti namenjeni zagotavljanju varnosti in uspeha ameriškega trgovskega ter političnega vpliva v svetu.

### Vzvodi vpliva
Za svetovni kulturni vpliv Združenih držav je bistvenega pomena tamkajšnja kulturna industrija in njen izvoz. Najpomembnejšo vlogo pri političnem vplivu na tujino pa ima izvršilna veja oblasti oziroma predsednik ter njegovo ministrstvo za zunanje zadeve (izvirno Department of State). Predsednik namreč poseduje moč podpisovanja zavezništev, upravljanja z vojsko ter izpeljevanja odločnih in hitrih zunanjepolitičnih odločitev. Nanj nekoliko vplivata komite senata za zunanje zadeve ter celoten kongres s svojim odločanjem o financah in uporabi vojaške sile, pa tudi javno mnenje, ki izraža moč odločanja na naslednjih volitvah.
Združene države Amerike svoje zunanjepolitične interese uveljavljajo tudi z veliko pomočjo mednarodnih organizacij, kjer so predstavniki ZDA mnogokrat v dominantnem položaju. Vzorčen primer je Organizacija združenih narodov, ustanovljena z veliko pomočjo te države in tudi danes razmeroma mnogokrat delujoča v smeri želja slednje. Med njimi sta tudi Svetovna banka in Mednarodni denarni sklad, ki naj bi sicer pospeševala razvoj šibkih svetovnih gospodarskih sistemov, a ju mnogi kritiki označujejo kot agenciji za zagotavljanje dobrobiti Združenih držav na račun revnih dežel. Uporaba tovrstnih sredstev vplivanja izhaja iz časa ob koncu ali po koncu druge svetovne vojne, ko so se ZDA na svetovnem političnem prizorišču znašle kot edina država z neprizadeto ekonomijo in jedrskim orožjem, to pa jim je omogočalo ustanovitev ter pomemben vpliv na vojaško zavezništvo NATO ter svetovno organizacijo OZN v času hladne vojne. Je ena izmed petih stalnih članic varnostnega sveta te organizacije, kar ji zagotavlja možnost vložitve veta na katere koli predloge preostalih članic. Stopnja njenega vpliva je nekoliko upadla po integraciji mnogih novoustanovljenih zlasti afriških držav v 60. letih minulega stoletja, saj so države iz kroga Gibanja neuvrščenih s svojo številčnostjo hitro zasenčile voljo Zahoda. Od takrat dalje so Združene države organizaciji pripisovale nekoliko manjši pomen v doseganju ciljev svoje zunanje politike. Država pa je bila dejavna in posledično vplivna tudi s svojimi programi mednarodne pomoči, tako Marshallovim načrtom za obnovo v vojni prizadetih gospodarstev kot Trumanovo doktrino podpore protikomunističnih političnih sistemov.
Še en in razmeroma priljubljen instrument tkanja mednarodnih odnosov, ko propadejo diplomatski in gospodarski poskusi, so oborožene sile ZDA.

### Oborožene sile
Oborožene sile Združenih držav Amerike so po številu pripadnikov druga največja vojaška sila za Kitajsko, a je še bolj zgovoren podatek o njenem proračunu: konec 90. let so sile potrošile 250 milijard dolarjev vsako leto in po mednarodnih terorističnih leta 2001 povišale svoj letni proračun na 553 milijard leta 2007; znesek se stalno povečuje in po proračunu za vojaške namene postavlja Združene države daleč na prvo mesto, zapravijo namreč malone dvakrat toliko denarja kot vse članice Evropske unije za oborožene sile skupaj.
Zgodnja država je imela plačansko majhno, a okretno vojsko. Umiritev odnosov z Združenim kraljestvom je namreč pomenila nizko stopnjo ogroženosti zaradi zemljepisne lege med dvema oceanoma in varno Kanado ter šibko Mehiko, pa tudi osvajanje novih kolonij sprva ni zahtevalo zajetnih vojaških sredstev. Razmere pa je močno obrnila hladna vojna, ki se je pričela z ruskim izumom jedrskih konic, te so bile sposobne doseganja ciljev v Združenih državah. To je pomenilo pričetek vzajemnega zastraševanja z orožjem, s katerim sta obe strani preprečevali napad nase (strategija, v angleškem jeziku znana kot mutually assured destruction oziroma MAD). Ko se je predsednik ZDA Ronald Reagan v 80. letih 20. stoletja domislil razvoja sistema za visoko tehnološko vojskovanje, javno poznanega kot vojna zvezd, so se letni stroški za oborožene sile naposled povzpeli na 28 odstotkov letnega državnega proračuna. Po hladni vojni se je za primernega sovražnika izkazal slabo utelešen mednarodni terorizem, ki naj bi 11. septembra 2001 povzročil napad na civilne cilje po državi; to je sprožilo sprejetje zloglasnega zakona USA PATRIOT, zraven njega pa znatno agresivnejše zunanjepolitično vedenje države: strategija preventivnega napada za zatiranje sovražnika je oborožene sile ZDA v zadnjih letih vodila v več oboroženih spopadov oziroma vojn, ki naj bi Združenim državam zagotovile stabilnost vpliva v svetovnih regijah.
Z vojaškim proračunom upravlja ministrstvo za obrambo, ki zaposluje več kot 3 milijone ljudi v civilu in uniformah, od tega se 1,4 milijona teh šteje za aktivno vojaško osebje. Oborožene sile so razdeljene na kopensko vojsko, mornariško pehoto, vojno mornarico, vojno letalstvo in obalno stražo. Leta 2005 so se državne oborožene sile nahajale v več kot 700 vojaških bazah v vsaj 36 državah sveta.